# Order of the Indian Empire

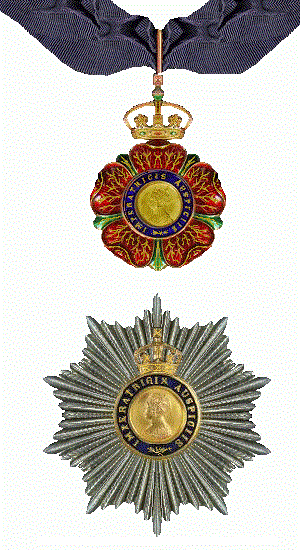
Insignien des Order of the Indian Empire

The Most Eminent Order of the Indian Empire ist ein britischer Ritterorden, der 1877 von Königin Victoria gegründet worden ist.
Seit der Unabhängigkeit von Indien und Pakistan im Jahre 1947 ist der Orden nicht mehr verliehen worden, er existiert jedoch weiterhin. Nach dem Tod des letzten Knight Commander, des Maharadscha von Dhrangadhra, im August 2010 war Königin Elisabeth II. als Souverän des Ordens das letzte lebende Mitglied, nach ihrem Tod folgte ihr als Souverän ihr Sohn Charles III. Der Wahlspruch des Ordens lautet Imperatricis auspiciis (lateinisch für Unter den Auspizien der Kaiserin).
Der Orden wurde gegründet, um britische und einheimische Offizielle ehren zu können. Er wurde als weniger exklusive Auszeichnung gegenüber dem Order of the Star of India geschaffen und auch wesentlich öfter verliehen.

## Ordensgliederung
Dem Orden stehen der Ordenssouverän (der jeweilige britische Monarch) und der Ordens-Großmeister (kraft Amtes stets der Vizekönig von Indien) vor.
Bei Gründung 1877 hatte der Orden nur eine Klasse, nämlich die eines Companion (CIE). Am 15. Februar 1887 wurde die höhere Klasse eines Knight Commander (KCIE), am 21. Juni 1887 die eines Knight Grand Commander (GCIE) ergänzt. Der Orden hat seither folgende drei Klassen:
1. Knight Grand Commander (GCIE)
2. Knight Commander (KCIE)
3. Companion (CIE)

Weibliche Ordensritter wurden anders als in den anderen Orden nicht als „Dame“, sondern, wie die Männer, als „Knight“ bezeichnet.
Per Statut war die Zahl der Ernennungen auf 20 pro Jahr begrenzt. Bis 1895 wurden etwa 450 Personen damit ausgezeichnet, von denen ein Drittel Inder waren, während von 1895 bis 1947 weitere 600 Ernennungen hinzukamen, davon die größere Anzahl Inder.

## Zeremonielle Kleidung und Insignien

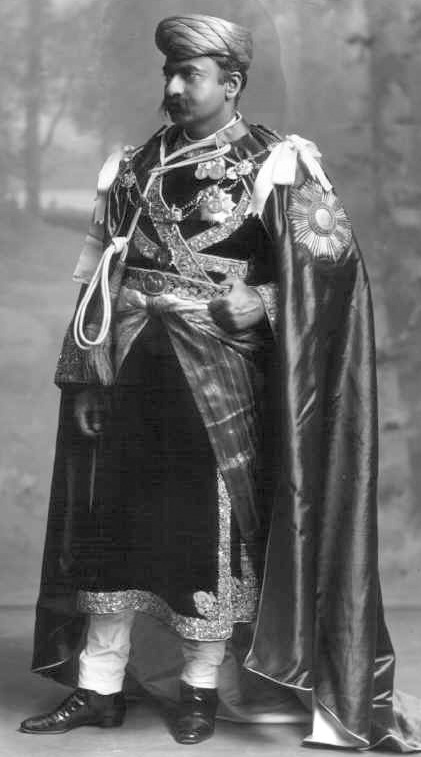
Maharadscha Thakore Shri Sir Bhagwatsinhji Sagramji Sahib Bahadur, Maharadscha von Gondal, mit Umhang, Collane and Stern eines Knight Grand Commander des Order of the Indian Empire anlässlich der Krönung Georg V. 1911

Die Mitglieder des Ordens trugen zu wichtigen Anlässen, wie etwa der Krönung britischer Monarchen, eine eigene zeremonielle Kleidung, die von der Klasse abhängig war:
- Der Umhang wurde nur von den Knights Grand Commanders getragen. Er war aus dunkelblauem Satin eingerahmt mit weißer Seide. Auf der linken Seite wurde der Bruststern (s. u.) getragen.
- Die Collane (Ordenskette), gleichfalls nur von Knights Grand Commanders getragen, bestand aus Gold. Ihre Glieder waren abwechselnd als goldene Elefanten, indischen Rosen und Pfauen ausgebildet.

Zu weniger wichtigen Anlässen wurden einfachere Insignien benutzt:
- Der Bruststern wurde nur von den Knights Grand Commanders und von den Knights Commanders auf der linken Brust getragen. Er wies zehn Strahlen auf. Beim Stern der Knights Grand Commanders waren diese abwechselnd aus Gold und Silber, bei den Knights Commanders ausschließlich silbern. In der Mitte des Sterns befand sich ein Bild von Königin Victoria umgeben von einem dunkelblauen Band mit dem Wahlspruch des Ordens, das seinerseits bekrönt war.
- Das Ordenszeichen wurde als einziges von allen Mitgliedern des Ordens getragen. Es wurde an einem dunkelblauen Band mit weißen Rändern getragen. Knights Grand Commanders trugen das Ordenszeichen an einer Schärpe, die über die rechte Schulter zur linken Hüfte getragen wurde. Knight Commanders und Companions trugen es an dem Band als Halsorden. Das Ordenszeichen selbst war eine fünfblättrige bekrönte rote Blume mit dem Bild von Kaiserin Victoria in der Mitte umgeben von dem oben beschriebenen Band mit dem Wahlspruch des Ordens.

Anders als bei der Mehrzahl der britischen Ritterorden hatte man bei den Insignien bewusst auf die Verwendung des christlichen Symbols des Kreuzes verzichtet, um die Akzeptanz des Ordens bei indischen Nicht-Christen zu erleichtern.

## Hierarchie und Privilegien
Die Mitglieder des Ordens hatten eine Position in der Protokollarischen Rangordnung im Vereinigten Königreich (Order of Precedence), einer Liste, in der die eingetragenen Personen nach ihrer nominellen Bedeutung eingeordnet sind und die bei zeremoniellen Ereignissen eine wichtige Rolle spielt. Ehefrauen männlicher Mitglieder wurden dort ebenfalls aufgenommen; ebenso Söhne, Töchter und Schwiegertöchter von Knights Grand Commander und Knights Commander. Verwandte eines weiblichen Mitgliedes erhielten dagegen keine Einordnung in die Liste.
Mit der Erhebung zum Knight Grand Commander und Knights Commander war für Untertanen des Souveräns der Ritterschlag und damit die Erhebung in den persönlichen Adelsstand (Knight) verbunden und damit die Befugnis, das Prädikat „Sir“ vor ihrem Vornamen zu führen; weibliche Knights Grand Commander und die Knights Commander sowie Ehefrauen von Knights Grand Commander und Knights Commander durften das Prädikat „Lady“ vor ihrem Namen führen; ein vergleichbares Privileg bestand für die Ehemänner der weiblichen Knights nicht. Viele Ordensritter führten statt dieser Prädikate die mit ihren höherrangigen Adelstiteln verbundenen Prädikate. Wurden Ausländer in den Orden aufgenommen, die keine Untertanen des Souveräns waren, erfolgte die Aufnahme ehrenhalber als Honorary Knight Grand Commander bzw. Honorary Knight Commander und war nicht mit einer Adelung verbunden.
Alle Ordensmitglieder waren berechtigt je nach ihrer Ordensklasse als Post-Nominals die Buchstaben GCIE, KCIE oder CIE anzuhängen.
Knights Grand Commanders waren befugt, in ihr Wappen Schildhalter aufzunehmen. Sie durften außerdem einen Reif, der das Ordensmotto zeigte, und eine Abbildung der Collane in ihr Wappen aufnehmen. Knights Commanders und Companions durften in ihrem Wappen nur den Reif, nicht jedoch die Ordenskette zeigen.

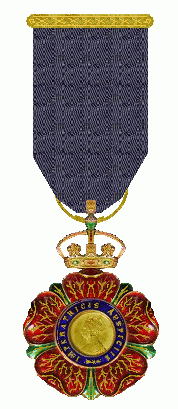
Companion of the Order of the Indian Empire (C.I.E.), vor 1887

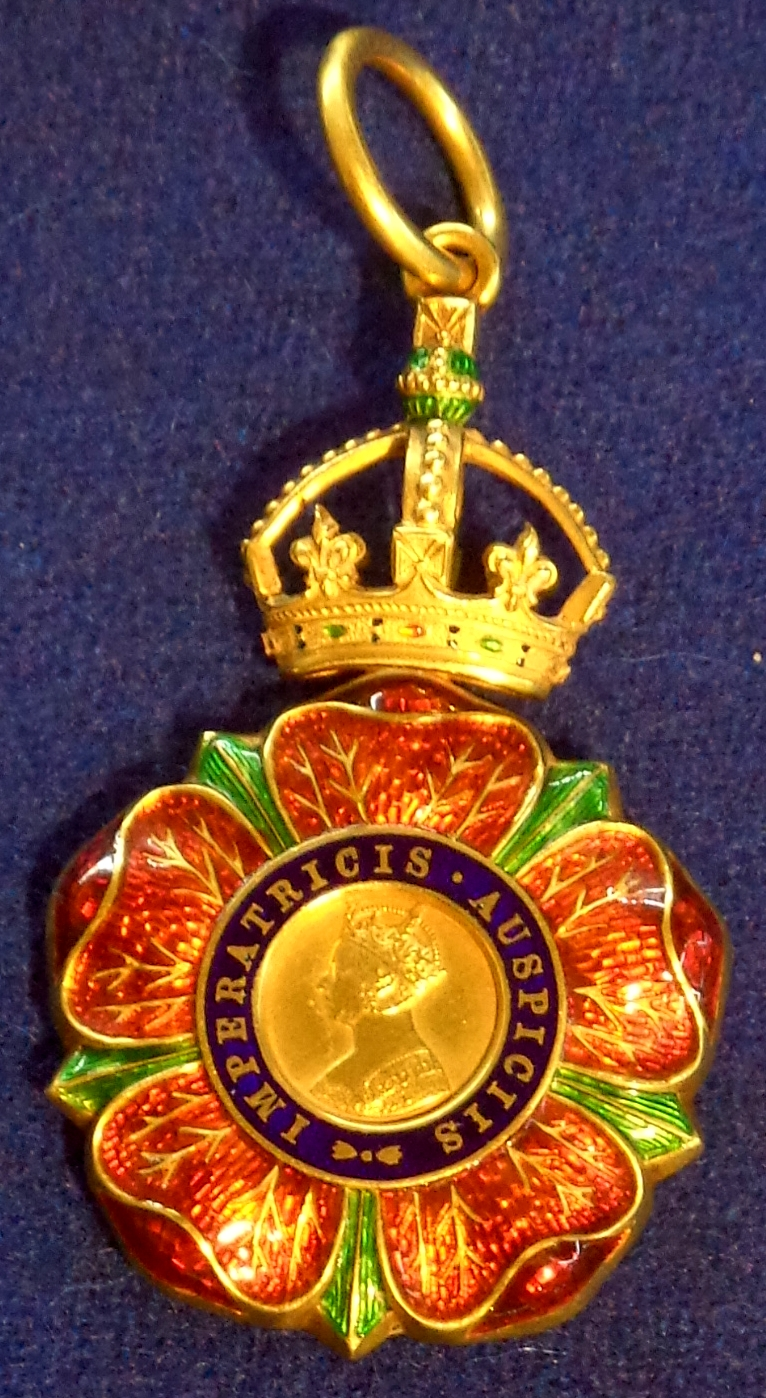
Companion of the Order of the Indian Emire (C.I.E.), 1887–1947

## Bekannte Ordensmitglieder
- Arthur, Duke of Connaught and Strathearn, GCIE
- Edward Frederick Lindley Wood, 1. Earl of Halifax, GCIE
- Louis Mountbatten, 1. Earl Mountbatten of Burma, GCIE
- Frederick Roberts, 1. Earl Roberts, GCIE
- Sir Ganga Singh, 21. Maharadscha von Bikaner, GCIE
- Archibald Wavell, 1. Earl Wavell, GCIE
- Ahmad al-Dschabir as-Sabah, KCIE
- George Abraham Grierson, KCIE
- Douglas Haig, 1. Earl Haig, KCIE
- Sven Hedin, KCIE
- Taimur ibn Faisal, KCIE
- Edwin Lutyens, KCIE
- George Macartney, KCIE
- Ugyen Wangchuck, KCIE
- William Thomas Blanford, CIE
- Abdul Karim, CIE
- Jagadish Chandra Bose, CIE
- Bankim Chandra Chatterjee, CIE
- Jadunath Sarkar, CIE
- Vincent Arthur Smith, CIE